# 长梗蛇根草
长梗蛇根草（学名：Ophiorrhiza longipes）为茜草科蛇根草属的植物，为中国的特有植物。分布在中国大陆的广西等地，生长于海拔1,400米的地区，一般生长在林下阴湿的岩石上，目前尚未由人工引种栽培。
其种加词“Longipes”意为“长梗的”，“长柄的”。